# Botrychium nordicum
Botrychium nordicum — трав'яниста рослина родини вужачкові (Ophioglossaceae). Вид сестринський до комплексу B. lunaria, від якого морфологічно відрізняється насамперед своїми глибоко врізаним полями листових сегментів. Видовий епітет стосується розповсюдження рослини в скандинавських країнах.

## Опис
Кореневища прямі, нерозгалужені, їхня верхівка на 2–4 см нижче поверхні ґрунту, які несуть м'ясисті корені. Надземні рослини 13(3.5–22) см довжини, з загальним стеблом 3.5(1–5.5) см довжини. Трофофори (стерильні листки) зелені, дещо шкірясті; стебла 0.4(0–2) см завдовжки; лопаті 5(2–9) см довжини і 2.8(1.5–3.5) см шириною на основі, вузько широко яйцеподібні, один раз перисті. Спорофори (спороносне листя) 9(1.1–17) см завдовжки, їхні стебла 5(1–8.5) см в довжину, родюча частина довжиною 4(0.6–8.5) см, спорангієві гілки 2–8 пар, розлогі, 1–2 перисті. Спори 37(32–43) мкм у найдовшому діаметрі. Диплоїд, 2n = 90.

## Поширення
Вид відомий з рідкісних популяцій в Ісландії та Норвегії.
Місця існування включають відкриті, добре осушені ділянки з піщаним або гравійним субстратом. На придорожній ділянці біля Вестн, Норвегія, рослини ростуть у придорожньому гравію з низькими травами; це місце проживання підтримується нечастим косінням.